# Vila Kancnýřka
Vila Kancnýřka je romantizující vila s nápadnou pagodovitou střešní nástavbou, situovaná v Luhačovicích.

## Historie
Vila podle projektu Jana Mráčka, žáka vídeňského architekta Otto Wagnera, byla vybudována v letech 1906–08 a kombinuje styl geometrické secese a orientální vlivy. Jejím investorem byl c. a k. soudní rada Zemského soudu v Brně Bedřich Kancnýř, který Luhačovice často navštěvoval. Vila měla být letním sídlem jeho rodiny a umožňovat rovněž pronájem lázeňským hostům.
V 50. letech 20. století rodina vilu prodala současným majitelům, těm pak byli záhy do domu přiděleni nájemníci.
Vila je od roku 1992 chráněna jako kulturní památka. Od roku 2023 je stávajícími majiteli rekonstruována a měla by být zpřístupněna veřejnosti.

## Architektura
Stavba stojí na půdorysu ve tvaru písmene V. Jádro tvoří šestiboký centrální prostor, z něhož vybíhají tři jednopatrová křídla, z nichž zadní je výrazně subtilnější. Úzké fasády křídel jsou jednoosé, s balkonkem v patře. Hlavní vstup je umístěn mezi dvěma masivnějšími trakty a je zvýrazněn pilíři nesoucími balkon se stanovou stříškou. Přízemí i patro mají podobnou dispozici s centrální halou, po obou stranách byly pokoje, na levé straně schodiště a na pravé výtah na jídlo, jehož přípravna byla v suterénu. V podkroví byly dva další pokoje pro personál. Vyhlídková pagodovitá vížka je přístupná schodištěm z podkroví. Střecha je sedlová, krytá žlutými glazovanými taškami, které vytvářejí „zlatý“ dojem.

## Zajímavost
V roce 2024 se ve vile natáčela filmová pohádka Cukrkandl.